# 光 (andymoriのアルバム)
『光』（ひかり）は、andymoriの4枚目のオリジナルアルバム。2012年5月2日発売。

## 概要
- 前作から約9月ぶりのオリジナルアルバム。
- 2012年3月2日発売予定であったが5月2日に延期された。
- 元々ミニアルバムの予定で制作が始められた[1]。
- 「光」、「クラブナイト」「シンガー」にはPVが作られた。
- 「ひまわり」では後藤大樹脱退の経験を生かしてか、ドラマーの岡山健二がボーカルをとっている。
- 「インナージャーニー」、「クラブナイト」にはくるりのファンファンがトランペットで参加した。

## 収録曲
作詞・作曲 小山田壮平（「ひまわり」のみ、作詞：小山田壮平・岡山健二）
1. ベースマン
2. 光
3. インナージャーニー
4. 君はダイヤモンドの輝き
5. ３分間
6. クラブナイト
7. ひまわり
8. ジーニー
9. 愛してやまない音楽を
10. シンガー
11. 彼女